# Robledo (kommun i Spanien, Kastilien-La Mancha, Provincia de Ciudad Real)
Robledo är en kommun i Spanien.   Den ligger i provinsen Provincia de Ciudad Real och regionen Kastilien-La Mancha, i den centrala delen av landet, 140 km söder om huvudstaden Madrid. Antalet invånare är 1 281.